# Meteorologiåret 1857
Meteorologiåret 1857

## Händelser

### Februari
- 7 februari – En snöstorm ger 9 inch snö vid Fort Snelling i Minnesota, USA.[1]
- 10 februari – Extremkyla råder vid Fort Ripley i Minnesota, USA.[1]

### April
- 7 april – En köldknäpp i USA orsakar snöfall i alla delstater. Temperaturen faller med 21 grader i Houston, Texas.[2]

### September
- 8 september - 156 millimeter nederbörd faller under 24 timmar på Observatoriekullen i Upplandsdelen av Stockholm, Sverige under en regnskur.[3]

### December
- December - Göteborg slår Sverigerekord för decembervärme som helthet med + 6.1°.[4]